# Élisée Reclus
Cet article possède un paronyme, voir Élie Reclus.
Pour les articles homonymes, voir Reclus.
Jacques Élisée Reclus, né le 15 mars 1830 à Sainte-Foy-la-Grande (Gironde) en France et mort à Thourout en Belgique le 4 juillet 1905, est un géographe et militant anarchiste français.
Communard, théoricien anarchiste, c'est un pédagogue et un écrivain prolifique. Membre de la Première Internationale, il rejoint la Fédération jurassienne après l'exclusion de Michel Bakounine. Avec Pierre Kropotkine et Jean Grave, il participe au journal Le Révolté.
En octobre 1894, avec d'autres professeurs démissionnaires, il crée à Bruxelles l'Université nouvelle.
Précurseur de la géographie sociale, de la géopolitique, de la géohistoire, de l'écologisme et de l'écologie, il était également végétarien, naturiste, partisan de l'union libre et espérantiste.
Ses ouvrages majeurs sont La Terre en 2 volumes, sa Géographie universelle en 19 volumes, L'Homme et la Terre en 6 volumes, ainsi que Histoire d’un ruisseau et Histoire d'une montagne. Penseur vivant de ses écrits, il publie également près de 200 articles géographiques, 40 articles sur des thèmes divers et 80 articles politiques dans des périodiques anarchistes.

## Biographie

### Une famille protestante
Son père Jacques Reclus, né en 1796, est un pasteur calviniste français (tout d’abord rémunéré par l’État, puis indépendant) et est aussi quelques années professeur au collège protestant de Sainte-Foy-la-Grande. Le pasteur a, avec son épouse Zéline Trigant-Marquey (1805-1887), quatorze enfants (il y eut peut-être encore trois fausses couches), dont trois filles qui meurent jeunes.
Élisée Reclus est le frère de l'ethnographe et militant anarchiste Élie Reclus, du géographe Onésime Reclus, de l'officier de marine et explorateur Armand Reclus, du chirurgien Paul Reclus.

### Les années de formation

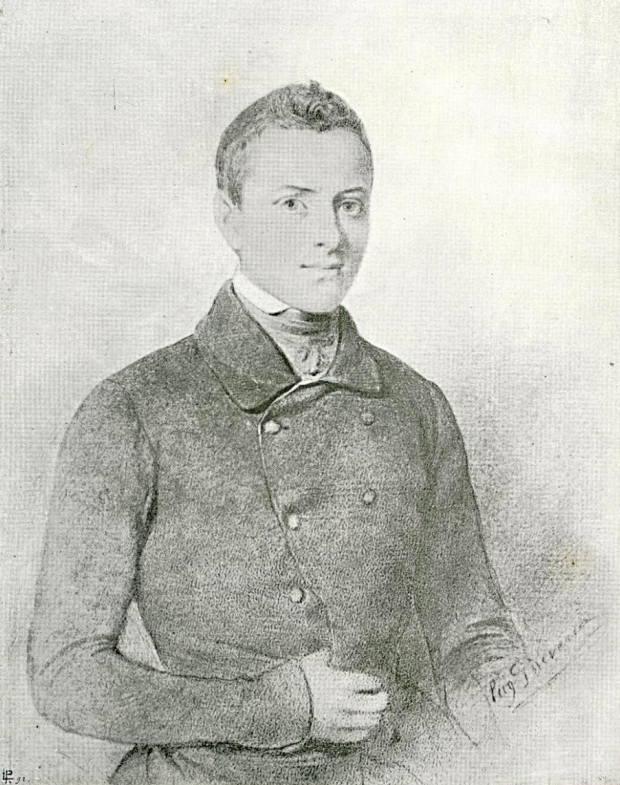
Élisée Reclus à 19 ans (1849), portrait réalisé par Eugène Devéria.

Quatrième enfant du pasteur Jacques Reclus, Élisée est élevé jusqu'à l’âge de 8 ans par ses grands-parents maternels, à La Roche-Chalais en Dordogne, à la suite de la décision prise par son père de ne plus être pasteur rétribué. En 1838, il regagne le foyer parental, à Orthez.
En 1842, alors qu'il est âgé de douze ans, son père, qui souhaite le destiner à une charge de pasteur, l’envoie rejoindre son frère Élie à Neuwied, en Prusse sur les bords du Rhin, dans un collège tenu par des pasteurs luthériens Frères moraves. Mais Élisée supporte mal le caractère superficiel de l’enseignement religieux de cette école : il rentre en 1844 à Orthez en passant par la Belgique. Son séjour à Neuwied n'est cependant pas entièrement négatif : il a l’occasion d’y apprendre des langues vivantes (allemand, anglais, néerlandais) et le latin, ainsi que d’y rencontrer des personnalités qu’il reverra plus tard.
Avec son frère aîné Élie, jusqu'en 1847, il loge pendant quatre ans (1844-1848) chez la sœur de sa mère, Louise Trigant (1812-1897) épouse du riche notaire Pierre Léonce Chaucherie (1811-1885), à Sainte-Foy-la-Grande où il est inscrit au collège protestant de cette ville pour y préparer le baccalauréat, obtenu à l'université de Bordeaux à l'été 1848. Il rencontre vraisemblablement à cette période un ancien ouvrier parisien ce qui lui permet de lire Saint-Simon, Auguste Comte, Fourier et Lamennais.
En 1848-1849, Élisée et Élie suivent des études de théologie à la faculté de théologie protestante de Montauban. Ils en sont exclus à l'été 1849 pour des raisons politiques, à la suite d’une fugue qu’ils font en juin vers la Méditerranée. C’est sans doute au cours de ces années qu’il prend goût à ce qui devait devenir sa conception de la géographie sociale. Élisée perd très vite la foi et est séduit par les idéaux socialistes de son époque. Il décide alors d’abandonner définitivement les études théologiques. Il se rend cependant au collège de Neuwied, où il est engagé comme maître répétiteur (1850).
Il est à nouveau déçu par l’atmosphère du collège, qu’il quitte pour se rendre à Berlin en 1851. Vivant assez chichement de leçons de français, il s’inscrit à l’université et, pendant un semestre, il y suit notamment les cours du géographe allemand Carl Ritter dont il devient le disciple.
À l'été 1851, Élisée retrouve son frère Élie à Strasbourg et ensemble ils décident de rentrer à Orthez (via Montauban) en traversant la France, à pied, ce qui a certainement contribué à former son caractère. Acquis dès cette époque aux idées politiques progressistes et anarchistes, il écrit son premier texte d'inspiration libertaire, Développement de la liberté dans le monde, où il évoque « l'anarchie, la plus haute expression de l’ordre ». L'article est publié, vingt ans après sa mort, en 1925, dans Le Libertaire

### Premier exil
À Orthez, apprenant le coup d'État du 2 décembre 1851, les deux frères manifestent publiquement leur hostilité au nouveau régime et leur engagement républicain. Menacés d’être arrêtés, ils s’embarquent pour Londres où ils connaissent l’existence miséreuse des exilés. Élisée ne reverra la France qu’en 1857. À Londres, il prend la mesure de l’humiliation qu’engendre la pauvreté. Élisée vit chichement de quelques leçons. En Irlande, où il est en 1853 régisseur d'un domaine agricole à Blessington, dans le comté de Wicklow, il découvre la pauvreté de la campagne irlandaise encore très marquée par la grande famine de 1847 et la dureté de la domination coloniale anglaise.

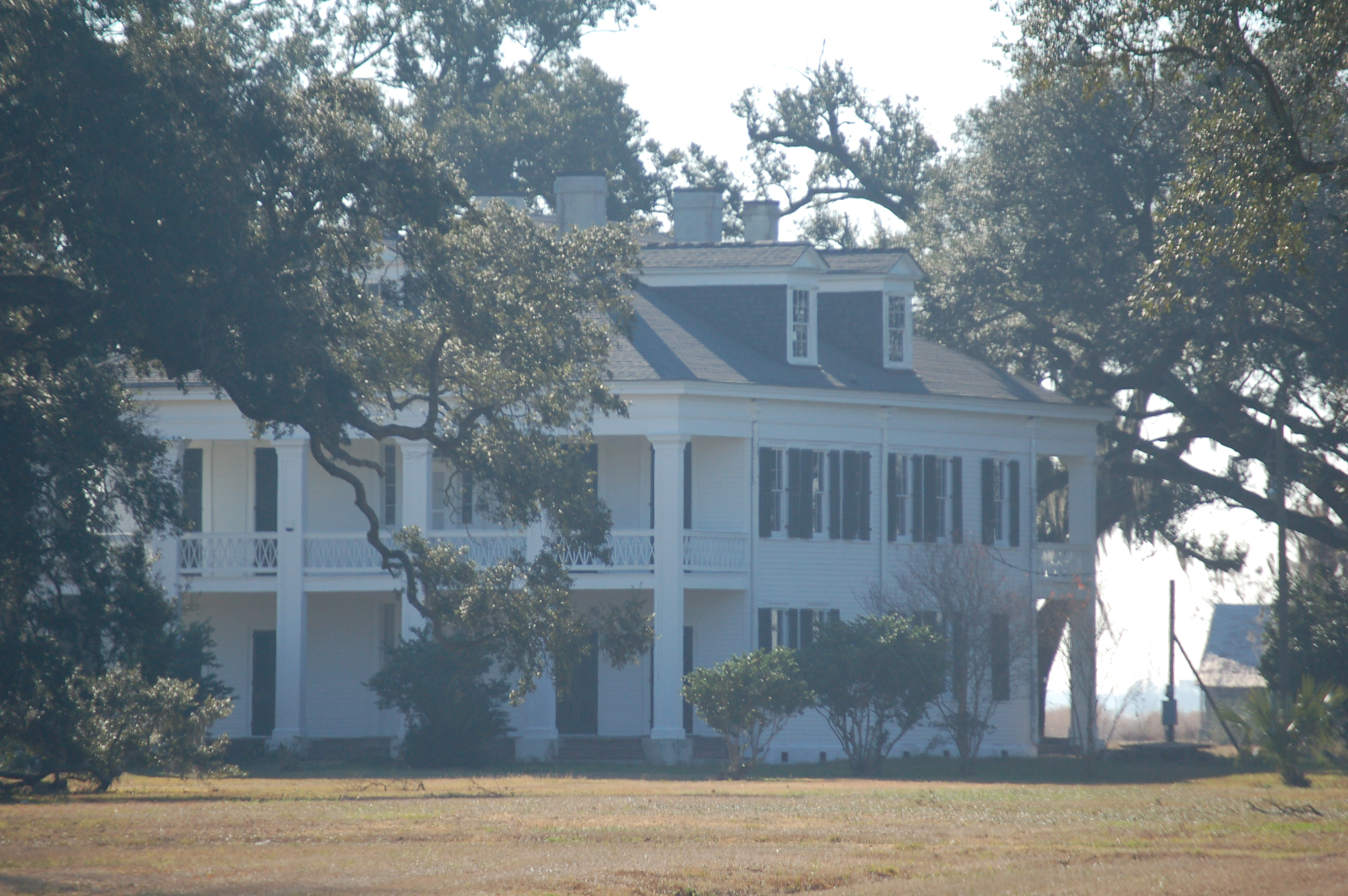
Maison des maîtres de la où il a travaillé comme précepteur.

En décembre 1853, il s’embarque pour La Nouvelle-Orléans où il arrive en janvier 1854. Il y exerce divers petits métiers dont celui d’homme de peine, puis est embauché comme précepteur de trois des enfants d’une famille de planteurs d’origine française, les Fortier. C’est au cours de cette période qu'il est confronté à une nouvelle situation de domination, la société esclavagiste des planteurs. Révolté par la condition des esclaves dont il vit indirectement pendant près de deux ans (1854-1855), il sera un partisan indéfectible des Nordistes durant la guerre de Sécession. À son retour à Paris en 1855, il publie Fragment d'un voyage à Louisiane, où il dénonce l'esclavage dans plusieurs chapitres.
Il forme le projet de s’installer en Amérique du Sud comme agriculteur et de faire venir auprès de lui son frère Élie et sa femme, mariés à Bordeaux en 1855. En mars 1856, il part donc pour la Colombie (alors Nouvelle-Grenade), par Cuba et la province colombienne du Panama. Il essaie pendant sept mois (septembre 1856-mars 1857) de s’installer comme planteur de bananes, de café et de canne à sucre. Peu doué pour les affaires, sans capitaux suffisants pour créer son exploitation, affaibli par les fièvres, l’échec est total. Il quitte la Colombie en juillet 1857 grâce à l’argent envoyé par son frère aîné qui lui permet de payer ses dettes et son billet pour le retour.

### Géographe et socialiste
En août 1857, Élisée arrive en France et se fixe chez son frère Élie, à Neuilly-sur-Seine (partie occidentale du 17e arrondissement de Paris en 1860). Les deux frères y rencontrent Auguste Blanqui et Pierre-Joseph Proudhon. Tout en donnant des cours de langues étrangères, Élisée s’engage dans ce qui allait par la suite devenir sa principale occupation : il entre à la Société de géographie le 2 juillet 1858.
Fin 1858, il retourne à Orthez en compagnie de son père qui revient d’Angleterre, où il est allé chercher des aides financières pour un asile de vieillards qu’il a créé à Orthez. Le 11 mars 1858, il est initié dans la loge maçonnique, Les Émules d’Hiram, du Grand Orient de France. Il n’y est jamais actif et au bout d’un an il s'éloigne de la franc-maçonnerie. Le 13 décembre 1858, il se marie civilement avec Clarisse Brian et il retourne à Paris où il forme un ménage communautaire avec son frère Élie, marié à leur cousine germaine paternelle Noémi Reclus (1828-1905).
De 1859 à 1868, il contribue à l'influente Revue des Deux Mondes où il donne des articles de géographie, de géologie, de littérature, de politique étrangère, d'économie sociale, d'archéologie et de bibliographie, qui sont fort remarqués. Fin décembre 1858, la maison Hachette recrute Élisée pour rédiger des guides pour voyageurs (guides Joanne), dont le Guide du voyageur à Londres et aux environs (1860), ce qui l’amène à parcourir la France et divers pays d'Europe occidentale (Allemagne, Suisse, Alpes italiennes, Angleterre, Sicile, Pyrénées espagnoles). Son premier livre tout à fait personnel, Voyage à la Sierra Nevada de Sainte-Marthe, un récit de son aventure colombienne, est publié chez Hachette en 1861.
En 1862, Élisée se rend à Londres à l’occasion de l’Exposition universelle, dont il signe le guide Joanne chez Hachette. De 1863 à 1871, les deux frères font de fréquents séjours à Vascœuil (Eure, Normandie) chez leur ami Alfred Dumesnil (1821-1894), gendre de Jules Michelet. Adèle Dumesnil, la fille de l'historien, étant décédée en 1855, Alfred Dumesnil, veuf, épouse en 1871 Louise Reclus (1839-1917), sœur d'Élisée et d'Élie qu'il employait depuis 1863 comme gouvernante de son château de Vascœuil et préceptrice de ses deux filles Jeanne Dumesnil (1851-1940) et Camille Dumesnil (1854-1940).
Le 1er octobre 1863, il est parmi les fondateurs de la Société du crédit au travail, banque dont le but est d’aider à la création de sociétés ouvrières. En juin 1864, avec son frère Élie Reclus, il est l’un des vingt-sept fondateurs de l'Association générale d’approvisionnement et de consommation, l'une des premières coopératives parisiennes s'inspirant du modèle de la coopérative Équitables Pionniers de Rochdale. Élisée est élu secrétaire de L’Association, bulletin international des coopératives, fondé le 1er novembre 1864. Il collabore à La Coopération, qui lui succède. En 1866, il fait partie, avec Élie, d’une société coopérative d’assurances sur la vie humaine créée à Paris sous le nom de L’Équité,.

### Militant de la Première Internationale et communard,La Terre

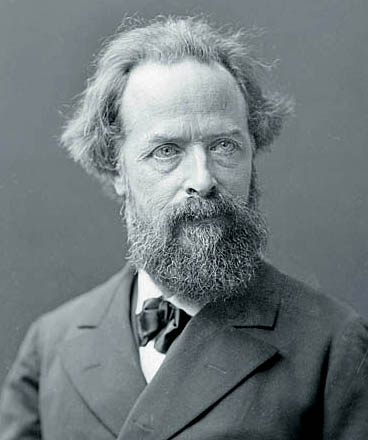
Élisée Reclus vers 1893.

En septembre 1864, les deux frères Élie et Élisée adhèrent à la section des Batignolles de l’Association internationale des travailleurs fondée le 28 septembre à Londres (AIT, Première Internationale).
En novembre de la même année à Paris, Élie et Élisée rencontrent Bakounine avec qui ils entretiennent des liens amicaux et politiques forts. Ils militent ensemble à la Fraternité Internationale, société secrète fondée par Bakounine. En 1865, Élisée se rend à Florence, où il revoit Bakounine et fait la connaissance de révolutionnaires italiens.
En 1867, Élisée participe à deux réunions internationales : du 2 au 7 septembre, deuxième Congrès de l’Association internationale des travailleurs à Lausanne et du 9 au 12 septembre, premier Congrès de la Ligue de la paix et de la liberté à Genève. Du 21 au 25 septembre 1868 il participe activement au 2e Congrès de la Ligue de la paix et de la liberté, à Berne. Il y fait une intervention que l’on considère généralement comme sa première adhésion publique à l’anarchisme. Élisée, Mroczkowski, Bakounine et quelques autres s’opposent à la majorité des congressistes sur la question de la décentralisation. Ils en tirent les conséquences et quittent la Ligue.
Parallèlement, Élisée publie chez Hachette en 1867 et 1868 (datés 1868 et 1869) les deux volumes d'un magistral traité de géographie générale, La Terre, description des phénomènes de la vie du globe, qui lui assure une grande renommée dans les milieux intellectuels européens et sera, a posteriori, la première œuvre de sa vaste trilogie géographique avec la Nouvelle Géographie universelle (1875-1893) et L'Homme et la Terre (1905-1908).
En 1868, il adhère à l’Alliance internationale de la démocratie socialiste fondée par Bakounine et admise, en juillet 1869, par le conseil général de l’Association internationale des travailleurs, au nombre des sections genevoises. Le 6 juillet et le 17 août 1869 à Londres, Élisée assiste, à titre d’invité, à deux séances du conseil général de la Première Internationale.
En 1869, il publie chez Pierre-Jules Hetzel son Histoire d’un ruisseau. Soucieux de donner un foyer à ses filles, confiées à deux de ses sœurs à la suite de la mort de sa femme Clarisse le 22 février 1869, Élisée et Fanny L'Herminez, une institutrice venue d'Angleterre, déclarent s’accepter librement l’un l’autre pour « époux » le 26 juin 1870 lors d'une réunion de famille à Vascœuil.
Durant la guerre franco-prussienne de 1870, puis la Commune de Paris, Élisée s’engage activement dans l’action politique et militaire. À l'automne 1870, pendant le siège de Paris par les Prussiens, il s’engage comme volontaire au 119e bataillon de la Garde nationale, puis dans le bataillon des aérostiers dirigé par le photographe Nadar qui devient un ami intime. En décembre, il participe, avec André Léo, Benoît Malon et son frère Élie Reclus, à la création du journal La République des travailleurs. Il tente de se présenter aux élections législatives du 8 février 1871 à Orthez, sans succès (il n'a pas eu le temps de faire inscrire sa candidature). Après la proclamation de la Commune, le 18 mars 1871, il s'engage comme volontaire dans la Fédération de la Garde nationale. Le 4 avril 1871, à l'occasion d'une sortie confuse à Châtillon, il est fait prisonnier le fusil à la main par les Versaillais,.
Emprisonné au camp de Satory à Versailles, il est rapidement transféré en rade de Brest, au fort de Quélern, puis sur l’île Trébéron, avant de revenir en banlieue parisienne pour y être jugé. Il connaît en tout une quinzaine de prisons en onze mois de captivité (avril 1871-mars 1872).

### Refuge en Suisse

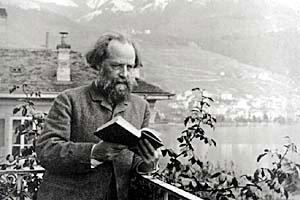
Élisée Reclus en Suisse.

Le 15 novembre 1871, le 7e Conseil de guerre le condamne à la déportation, simple (transportation) en Nouvelle-Calédonie.
Sa renommée scientifique, ainsi que les réseaux créés par son frère Élie dans les milieux intellectuels et coopératifs britanniques, valent à Élisée une pétition de soutien regroupant essentiellement des scientifiques britanniques et réunissant une centaine de noms (dont Charles Darwin) : le 3 février 1872, la peine est commuée en dix années de bannissement. Élisée Reclus se refuse à signer un recours en grâce. Sa peine sera remise le 17 mars 1879.
Il n'est pas encore sorti de prison qu'il fait paraître une chronique de Géographie générale en 25 épisodes (du 15 février 1872 au 5 juin 1875) dans La République française, le quotidien de Léon Gambetta, auquel sont liés son beau-frère Germain Casse comme journaliste (et député en 1873), et comme administrateur Paul Frédéric Hickel, notaire et frère cadet de son ami intime décédé Gustave Hickel. Cette série d'articles géographiques constitue un trait d'union entre l'épisode de la Commune et le début de la parution en feuilleton hebdomadaire de sa Nouvelle Géographie universelle, le 8 mai 1875.
À la suite de sa commutation de peine, Élisée, sa compagne et ses deux filles séjournent en Suisse, à Lugano (1872-1874),.
Élisée assiste au congrès de la Paix de Lugano (septembre 1872), et fonde une section internationaliste en 1876 à Vevey, avec son ami cartographe Charles Perron, qui dessine pour lui dans la Nouvelle Géographie Universelle. La section publie un journal, Le Travailleur, prônant notamment l'éducation populaire et libertaire.
En février 1874, sa compagne Fanny meurt en couches, ainsi que leur nouveau-né prénommé Jacques : Élisée et ses filles quittent le Tessin et s'installent au bord du lac Léman, dans le canton de Vaud : à La Tour-de-Peilz (1874-1875), Vevey (1875-1879), puis Clarens (1879-1890). Le 10 octobre 1875, il s'unit à Ermance Gonini, veuve d’un cousin Trigant-Beaumont de la mère des Reclus, et mère adoptive d'une fille d'un couple de sauniers charentais, Sophie Guériteau, dite Georgette Gonini (qui s'unira en 1889 au graveur William Barbotin). Héritière d’une petite fortune, Ermance fait construire une maison à Clarens, au bord du lac Léman (1876-1879), où la famille s’installe de 1879 à octobre 1890.

### Communiste anarchiste
En Suisse, il est membre de la Fédération jurassienne où il acquitte sa cotisation de membre « central ». Il entretient des relations suivies avec Bakounine dont il publie et préface, en 1882, Dieu et l'État, puis avec Pierre Kropotkine dont il fait la connaissance en février 1877. Une grande amitié le lie en outre à James Guillaume.
En 1873 et 1874, il collabore à l’Almanach du peuple, et en 1877, à La Commune. Le 19 mars 1876 à Lausanne, il affirme son communisme libertaire lors d’une réunion commémorative de la Commune de Paris. Le 3 juillet 1876, à Berne, il assiste aux obsèques de Bakounine et prononce un discours funèbre. Au printemps 1877, il lance à Genève la revue Le Travailleur avec son camarade et collaborateur Charles Perron, ainsi que Nikolaï Joukovski et Alexandre Oelsnitz, dans laquelle ils se déclarent « an-archistes ».
Amnistié en 1879, il reste à Clarens où il collabore au journal Le Révolté dirigé à Genève par Pierre Kropotkine et François Dumartheray,, puis par Jean Grave. Les persécutions de la police suisse conduisent au transfert du titre à Paris en 1885.
Les 9 et 10 octobre 1880, il participe au congrès de la Fédération jurassienne. Il y définit son communisme libertaire, « conséquence nécessaire et inévitable de la révolution sociale » et « expression de la nouvelle civilisation qu’inaugurera cette révolution », et qui implique notamment « la disparition de toute forme étatiste » et « le collectivisme avec toutes ses conséquences logiques, non seulement au point de vue de l’appropriation collective des moyens de production, mais aussi de la jouissance et de la consommation collectives des produits » (Le Révolté, 17 octobre 1880).
En 1883, les autorités tentent de l'impliquer dans le procès des 66 mené, à Lyon, contre Kropotkine. Il est présenté comme son collaborateur dans l'organisation du « parti anarchiste international », alors que l'anarchisme, par définition, ne se prête guère à une discipline ni à une hiérarchie. Il écrit au procureur général pour se mettre à sa disposition et finalement les poursuites sont abandonnées.

### Nouvelle Géographie universelle
Pendant toute cette période, il rédige certains de ses grands textes géographiques : Histoire d’une montagne (1876, puis 1880 pour l'édition définitive chez Pierre-Jules Hetzel), ainsi que les premiers volumes de sa Nouvelle Géographie universelle, dont la publication est poursuivie régulièrement chez Hachette de 1875 (1er volume daté 1876) à 1893 (19e volume daté 1894). Le manuscrit de l'ouvrage est aujourd'hui conservé à la Bibliothèque publique et universitaire de Neuchâtel. Lorsque E. Reclus retourne à Paris en 1890, il confie la « mappothèque » (collection de cartes) créée pour la Nouvelle Géographie universelle à Charles Perron, puis en fait don en 1893 à la ville de Genève. En 1904, C. Perron devient conservateur de ce dépôt cartographique et, en 1907, soit deux ans après la mort de Reclus, C. Perron fonde le musée cartographique, destiné à une pédagogie populaire de la géographie.
Il continue aussi à voyager (Italie, Algérie, États-Unis, Canada, puis Brésil, Uruguay et Argentine). En février 1886, il se rend à Naples et y rencontre le révolutionnaire hongrois Kossuth. En octobre 1890, Élisée et sa famille reviennent en France et se fixent en banlieue parisienne à Nanterre (1890-1891), Sèvres (1891-1893), enfin Bourg-la-Reine (1893-1894). En Italie, Élisée Reclus identifie la villa de Pline dans un ancien village nommé Lierna surplombant un rocher sur la rive du lac de Côme, dite la Villa Commedia, aujourd'hui détruite ; d'autres croient que ce n'était pas loin mais plus près du lac et sur les pentes d'un rocher culminant sur l'eau. Sur cette zone, en 1876, un ancien trottoir romain a été trouvé, démontrant le lien avec la présence de la « Villa Commedia » mentionnée par Pline : (…l'une de ces deux villas),,.
La Nouvelle Géographie universelle lue en français ou en traduction dans le monde entier, en Europe, en Amérique du Nord et du Sud aussi bien qu'en Australie, en Perse ou en Chine, lui vaut une célébrité internationale, unique pour un géographe de langue française et qui en fait, de son vivant, un égal en renommée planétaire de Victor Hugo ou de Louis Pasteur. Elle lui fait également recevoir, entre autres, les prestigieuses distinctions de trois sociétés savantes : en novembre 1891, la grande médaille d’honneur annuelle de la Société de topographie de France alors présidée par le contrôleur général de l’armée Léonard Martinie ; en février 1892, et « à titre exceptionnel » car normalement réservée aux explorateurs, la grande médaille d’or de la Société de géographie de Paris ; en mai 1894, la médaille d’or annuelle (Patron’s Medal) de la Royal Geographical Society de Londres.

### Bruxelles et l’Université nouvelle

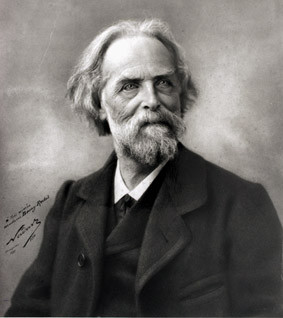
Élisée Reclus.

En 1892, à la suite de la condamnation de Ravachol, les anarchistes sont de plus en plus étroitement surveillés par la police, et Élisée Reclus a presque achevé sa Nouvelle Géographie universelle, si bien qu'il décide d’accepter une proposition de l’Université libre de Bruxelles (ULB) qui lui offre une chaire de géographie comparée en lui décernant le titre d'agrégé de la Faculté des sciences.
Ses cours doivent commencer en mars 1894, mais deux événements modifient son entrée dans une carrière professorale en Belgique. Le 9 décembre 1893, Auguste Vaillant lance une bombe à la Chambre des députés à Paris. Recherché parce qu'il a reçu la visite de Vaillant peu avant l'attentat, son neveu Paul Reclus est en fuite. Le géographe est jugé moralement coresponsable de l'attentat par les autorités judiciaires françaises. Au même moment, un texte de Reclus intitulé « Pourquoi sommes-nous anarchistes ? » est diffusé sur le campus bruxellois. Dans ce texte, il condamne la bourgeoisie, les prêtres, les rois, les soldats, les magistrats qui ne font qu’exploiter les pauvres pour s’enrichir. C'est un véritable appel à la révolution : l’unique moyen d’arriver à l’idéal anarchiste, c’est-à-dire à la destruction de l’État et de toutes autorités, par « l'action spontanée de tous les hommes libres ».
En sa séance du 30 décembre 1893, le conseil d'administration de l'ULB prie Élisée Reclus de reporter son cours sine die, ce qui provoque la démission du recteur de l'université Hector Denis et de plusieurs professeurs. L’idée apparaît de créer une institution concurrente, la « Nouvelle » Université libre de Bruxelles ou Université nouvelle, répondant mieux aux convictions philosophiques matérialistes et positivistes. Plusieurs professeurs étrangers se déclarent prêts à venir y donner cours. Le 30 janvier 1894, alors que l’Université libre de Bruxelles est fermée pour une durée indéterminée, les premiers cours de la Nouvelle Université sont donnés, rue du Persil à Bruxelles, dans les locaux de la loge maçonnique Les Amis philanthropes, elle-même à l’origine de la fondation de l’ULB en 1834. L'Université nouvelle est fondée officiellement le 25 octobre 1894 : elle est ouverte aux théories positivistes et basée sur le libre examen. Ses professeurs ne reçoivent aucune rémunération. Élisée Reclus s'installe à Ixelles, en banlieue Sud de Bruxelles, ainsi que son frère Élie brièvement emprisonné le 1er janvier 1894 à Paris en raison de la fuite de son fils aîné Paul Reclus ; Louise Dumesnil, sœur d'Élie et Élisée et veuve d'Alfred Dumesnil depuis février 1894, vient s'installer auprès de ses deux frères : à quelques rues de distance, tous trois ainsi que l'épouse d'Élie, Noémi Reclus, forment à Ixelles une communauté familiale, à l'instar de celle formée à Paris entre 1857 et 1871.
Les cours d’Élisée Reclus attirent énormément de monde, une manifestation étudiante suit sa première conférence. Son frère Élie y donne des cours d'ethnographie religieuse. Des personnalités éminentes y enseignent : Émile Vandervelde, Louis de Brouckère, Paul Janson, Edmond Picard, etc,,.
L’Université nouvelle existe jusqu’en 1919, date à laquelle elle fusionne avec l’Université libre de Bruxelles, mettant fin au conflit entre libéraux doctrinaires et progressistes.

### La rencontre avec Alexandra David-Néel

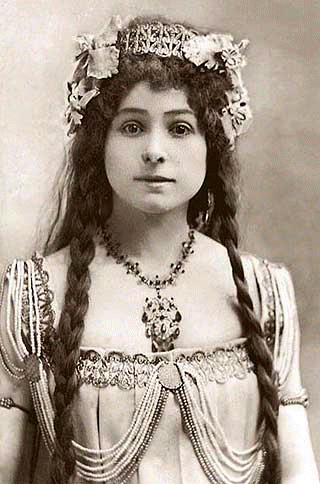
Alexandra David-Néel jeune.

En 1886, Élisée Reclus rencontre Eugénie David, une jeune fille appelée à devenir célèbre par la suite sous le nom Alexandra David-Néel. Elle est la fille d'un de ses amis, Louis-Pierre David et fréquente les Reclus à Paris de 1889 à 1894, et assiste à ses conférences à l'Université nouvelle de Bruxelles à partir de cette année-là. Une forte amitié se noue entre elle et Élisée, qui ne cesse qu'à la mort de ce dernier. Il a sur sa jeune admiratrice une influence certaine : le premier ouvrage écrit par Eugénie David (Pour la vie, sous le pseudonyme d'Alexandra Myrial) parait en 1901 avec une préface d'Élisée Reclus. Ils s'écrivent à plusieurs reprises, notamment lors du séjour d'Alexandra à Hanoï, en 1895.

### Grand Globe, cartes globulaires,L'Homme et la Terre
Fin janvier 1893, Élisée se rend à Florence pour témoigner dans un procès d’anarchistes italiens, qui sont relaxés. Le 21 mars 1897, il a la douleur de perdre sa fille cadette, dont il recueille à Ixelles, avec sa sœur Louise Dumesnil, les trois enfants.
De 1895 à 1898, il se lance dans un projet de construction d'un Grand Globe, une maquette de plus de 127,5 mètres de diamètre, destinée à représenter fidèlement la Terre par une même échelle du 1:100 000 pour la surface et les reliefs, et qui devait être érigée sur la colline parisienne de Chaillot pour l'Exposition universelle de 1900.

Élisée Reclus décrit ainsi son projet : 

« Des milliers de vues, de paysages, de types d'hommes et d'animaux, de scènes caractéristiques seront placées en diorama mouvant dans les panneaux intérieurs de l'enveloppe, en face même des formes géographiques correspondantes figurées sur la convexité du globe. Nous assisterons ainsi à toutes les manifestations de la vie sur terre, dont nous parcourrons du regard les étendues. Nous la verrons s'animer, se transformer et l'harmonie se fera dans notre imagination entre la terre, ses phénomènes de toute nature, ses plantes et ses habitants. »

Faute des financements nécessaires (environ 20 millions de francs-or), le projet restera à l’état d‘ébauche et ne verra finalement pas le jour. Outre Reclus, il devait réunir Charles Perron, l’architecte-voyer de la ville de Paris Louis Bonnier et le biologiste, sociologue et urbaniste écossais Patrick Geddes, dont Élisée et Élie sont amis.
À leur retour de l’Athènes du Nord, où ils ont admiré la vitalité de ses réalisations, les deux frères publient en 1896 un texte élogieux, et le projet de globe terrestre géant pour la colline de Chaillot s’inscrit dans la même veine que l’Outlook Tower, monument-phare de la rénovation du centre historique d’Édimbourg déjà édifié par Geddes en 1892.
Tout comme Élisée, Geddes est un penseur universel et un pionnier de l’écologie, établissant des passerelles théoriques et pratiques entre biologie, sociologie, urbanisme et environnement, dans une approche didactique et pluridisciplinaire qui articule constamment le local et le global.

« Kropotkine et Geddes, le Russe et l’Écossais, furent, bornant l’Europe à l’est et à l’ouest, les deux repères permanents de la “géographie intime” d’Élisée. »

Paul Reclus restera très lié à Patrick Geddes, grand francophile qui viendra terminer sa vie à Montpellier où il a fondé le Collège des Écossais, et dont le second fils, Arthur, épousera Jeannie Colin, petite-fille de Jeannie Cuisinier, la seconde fille qu’Élisée eut avec Clarisse Brian.
Le 18 mars 1898, Élisée Reclus fonde l'Institut d'études géographiques ou Institut géographique, qui dépend de l'Université nouvelle et forme les étudiants par des excursions et la rédaction de mémoires originaux.
Quatre mois plus tard, le 2 août 1898, il crée aussi une Société anonyme d’études et d’éditions géographiques Élisée Reclus en association avec des capitalistes belges. Elle fera faillite le 14 juin 1904. La société publie d'une part divers mémoires de géographie entre 1899 et 1905, et d'autre part quelques exemplaires de « cartes globulaires » ou « disques globulaires ». Ce sont des cartes planes en couleur, mais gravées sur un support métallique convexe qui figure, à l'échelle, la courbure de la surface terrestre ; 36 feuilles assemblées constitueraient un globe terrestre à l'échelle du dix-millionième. Cette représentation d'un genre nouveau est conçue par le cartographe belge Émile Patesson et Élisée Reclus qui, en 1902 et 1903, tente d'intéresser à leur diffusion les Sociétés de géographie de Paris, Londres et Berlin, sans grand succès.

Entre 1896 et 1901, Élisée fournit en outre plusieurs mémoires importants à des revues françaises, belges, suisses ou anglaises

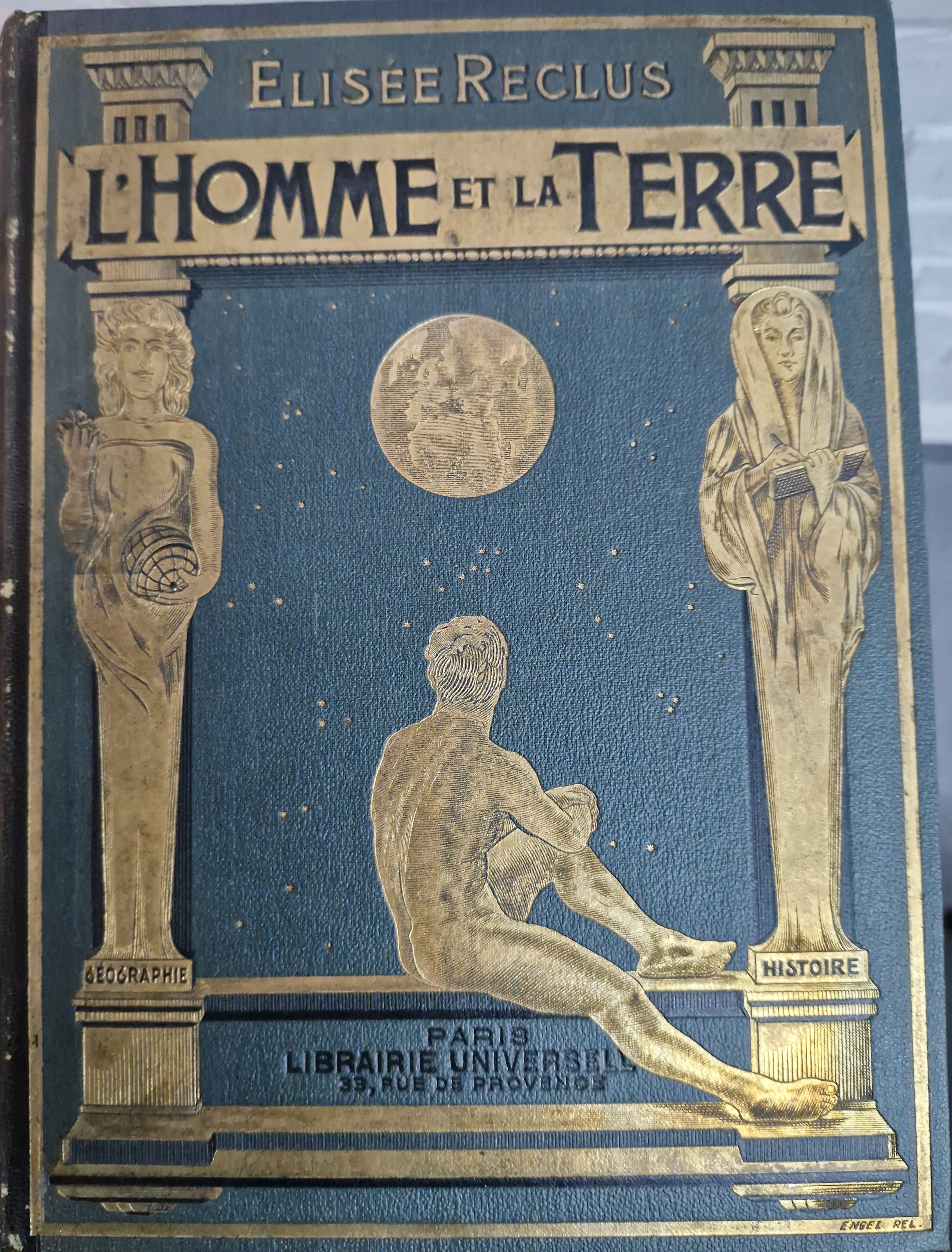
Couverture de L'Homme et la Terre, 1905.

En 1903, il demande à son neveu Paul Reclus de s'établir à Ixelles pour l'aider à achever et éditer L'Homme et la Terre, qu'il rédige depuis 1895 sous le titre provisoire L'Homme, géographie sociale. Grâce à son frère géographe Onésime Reclus, ce dernier grand ouvrage est publié en feuilleton périodique puis en 6 volumes par la Librairie universelle à Paris, pour l'essentiel après sa mort (1905-1908) et sous le contrôle vigilant de Paul Reclus,. À l'initiative du pédagogue libertaire Francisco Ferrer, L'Homme et la Terre commence à être traduit en espagnol dès 1906.
Œuvre de géographie sociale appliquée à l'histoire de l'humanité, L'Homme et la Terre est aussi ce qu'on nomme aujourd'hui un ouvrage de géohistoire, et encore de philosophie de l'histoire et d'anthropologie historique. Si certains géographes du début du XXe siècle ont pour cela rechigné à y voir un ouvrage de géographie, inversement, il fait tout aussi bien d'Élisée Reclus un historien original et pénétrant, ignoré jusqu'à présent par une profession historienne pour laquelle il est seulement géographe : les cloisonnements disciplinaires dont se jouait Élisée Reclus ont ainsi provoqué une double exclusion de ce titre majeur, chez les géographes et chez les historiens. En 1927, dans les colonnes du quotidien communiste L'Humanité, l'écrivain Henri Barbusse déclare pourtant que selon lui, « il existe un grand livre d’histoire universelle, une œuvre capitale, admirable, et qui surplombe toute la production actuelle. C’est L'Homme et la Terre d’Élisée Reclus. »
Fruit de quarante ans de travail, la « trilogie » géographique d'Élisée Reclus comprend en 1908, dans des formats différents, trois grands ouvrages qui totalisent 27–1 volumes et 22 218 pages : La Terre, 1867-1868 (datés 1868-1869), 2 vol., 1 554 p., 7 % du total ; la Nouvelle Géographie universelle, la Terre et les hommes, 1875-1893 (datés 1876-1894) et 1894, 19–1 vol., 16 977–39 p., 77 % du total ; L'Homme et la Terre, 1905-1908, 6 vol., 3 648 p., 16 % du total.

### Disparition sans cérémonie

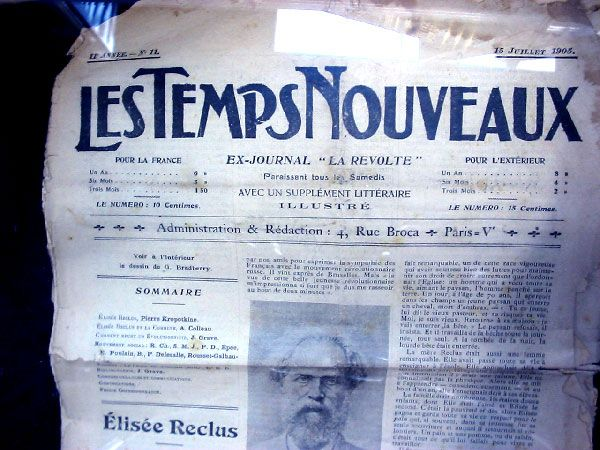
Les Temps nouveaux du 15 juillet 1905 annoncent la mort de Reclus.

Durant les toutes dernières années de sa vie, Élisée Reclus, qui souffre d’angine de poitrine, voyage encore (France, Pays-Bas, Londres, Berlin).
Fin juin 1905, il apprend la révolte des marins du cuirassé Potemkine, ce qui constitue l’une de ses dernières joies.
Il meurt le 4 juillet 1905 à Thourout (en néerlandais : Torhout), près de Bruges. Conformément à ses dernières volontés, aucune cérémonie n’a lieu : seul son neveu Paul Reclus suit le cercueil,.
Il est enterré dans la fosse commune du  cimetière d'Ixelles, commune faisant partie de l'agglomération de Bruxelles (région de Bruxelles-Capitale), où le corps de son frère Élie, mort l’année précédente, se trouvait déjà, conformément à leurs volontés. Dix jours plus tard, l'épouse de ce dernier, Noémi Reclus, morte à Ixelles le 14 juillet 1905, les y rejoint.

## Les idées d’Élisée Reclus
Le bannissement politique d’Élisée Reclus pour ses idées anarchistes a certainement été à l’origine de l’oubli relatif dans lequel il est aujourd’hui. Selon la géopolitologue Béatrice Giblin : « C’est bien parce qu’on ne pouvait dissocier le géographe, qui aurait dû être nanti d’on ne sait quelle sereine impartialité scientifique, du militant anarchiste, que les représentants de l’institution universitaire ont choisi de l’oublier et de le faire oublier au plus vite. »
Il est méfiant envers la valeur du progrès : « Certes, l’industrie amena de réels progrès dans son cortège, mais avec quel scrupule il importe de critiquer les détails de cette grande évolution ! », il faut « prendre définitivement conscience de notre humanité solidaire, faisant corps avec la planète elle-même ». Pour lui, le progrès s'accompagne de « régrès », de régressions qui inscrivent les évolutions dans une problématique dialectique. Ainsi, dans L'Homme et la Terre il revient à de nombreuses reprises sur cette idée : « Le fait général est que toute modification, si importante qu’elle soit, s’accomplit par adjonction au progrès de régrès correspondants » (tome VI p°531). Reclus ne désapprouve pas l'action de l'homme sur la nature, mais cette dernière doit répondre à des critères sociaux, moraux et esthétiques.
Pour Yves Lacoste, il serait le père de la réflexion géopolitique française (même si Reclus n'emploie jamais ce mot dans son œuvre).
L'un des aspects les plus marquants de sa personnalité, outre ses convictions libertaires, est sa faculté de penser et d'agir par lui-même. À 18 ans, il affirme : « Je ne veux avoir sur le front la marque d'aucun maître, je veux garder ma libre pensée, ma volonté intacte, ne rendre compte de ma conduite qu'à ma conscience ! ». Plus tard, il sera proche de la Fédération de la libre-pensée (créée en 1848) et donnera des conférences dans des loges maçonniques.

En ce qui concerne ses idées religieuses, bien que formé dans sa jeunesse pour devenir pasteur, il se détache rapidement et radicalement du christianisme. Selon la géopolitologue Béatrice Giblin : 

« Son projet [de jeunesse] est alors d’établir la République chrétienne, plus tard, devenu athée, il parlera de la République universelle. Devenir athée, ne signifie pas que Reclus perde ce qui fait de lui un être "religieux", s’il ne croit plus en l’existence de Dieu, il croit avec la foi du charbonnier à la liberté, condition indispensable pour qu’existe un jour la République universelle. »

La République universelle à laquelle il aspirait signifiait notamment le démantèlement de la bureaucratie du régime impérial, de son armée de métier et de sa police. Pour lui, « il ne suffit pas d’émanciper chaque nation en particulier de la tutelle des rois, il faut encore la libérer de la suprématie des autres nations, il faut abolir ces limites, ces frontières qui font des ennemis d'hommes sympathiques. ».
Élisée Reclus vécut toujours très simplement et mit les revenus de ses droits d'auteur versés par les éditions Hachette au service de la famille, des amis, des militants et du mouvement anarchiste.

### Le géographe

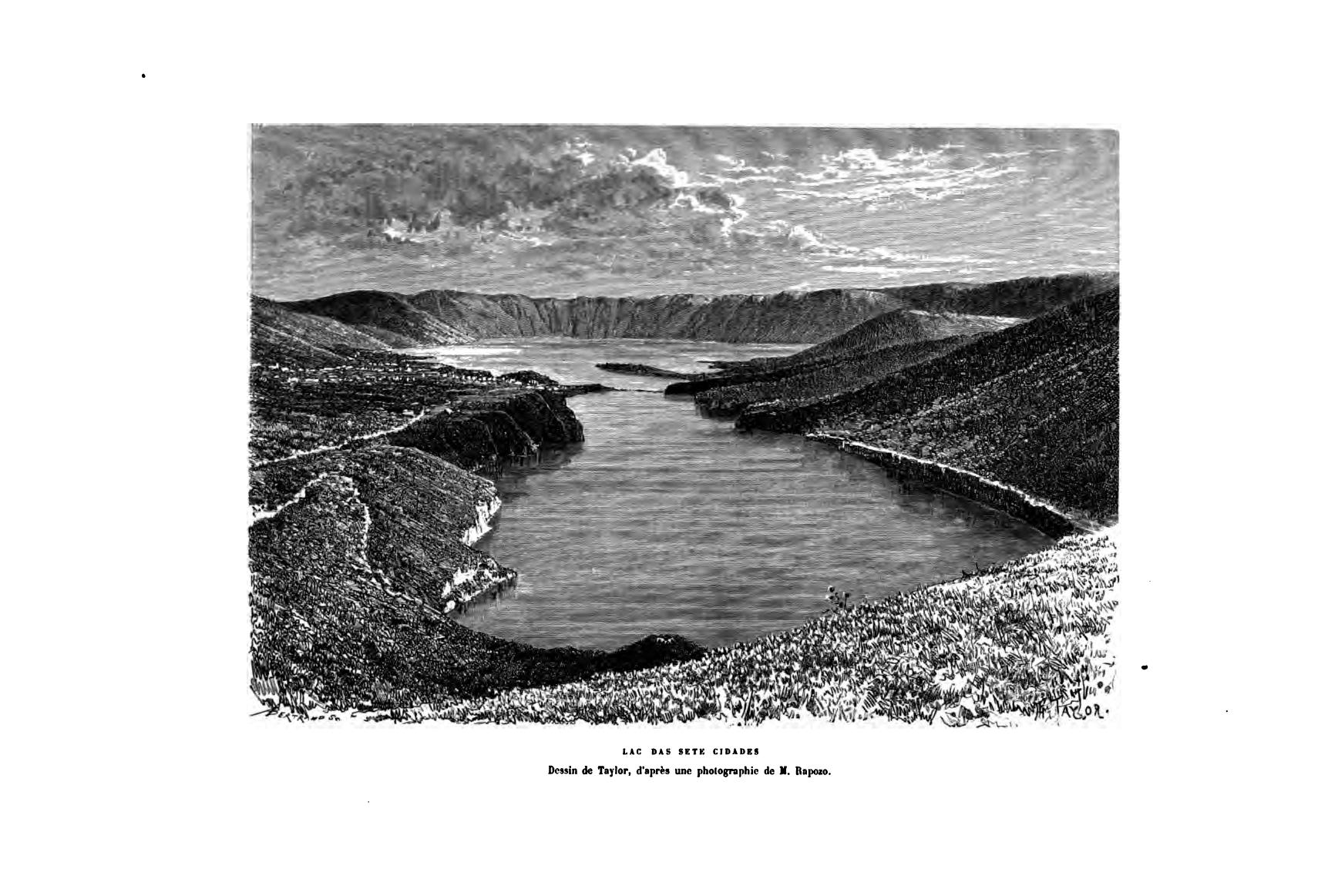
Un exemple d'illustration dans la Nouvelle Géographie universelle : le lac de Sete Cidades.

Prolongeant les travaux du géographe Carl Ritter dont il a suivi les cours à Berlin à l'hiver et au printemps 1851,, Élisée Reclus observe la nature, conçoit la Terre comme une totalité harmonieuse et contribue à diffuser la théorie rittérienne des articulations littorales. Il rédige de nombreux ouvrages de géographie, dont la Nouvelle Géographie universelle en 19 tomes et L'Homme et la Terre sont sans doute les plus importants.
Son œuvre en fait un précurseur de la géographie sociale. Pour Reclus, il s’agit d’inclure la dimension humaine dans le processus géographique, y compris sous l'angle des rapports de force sociaux et internationaux.
Il réfléchit aussi à l’enseignement de la géographie et souhaite mettre à la portée de chacun des outils originaux de compréhension dont le Projet de globe terrestre au 100000e en collaboration avec l'architecte Louis Bonnier.
Ses engagements anarchistes assurent à ses travaux géographiques un réseau d'informateurs dans le monde entier (et la qualité de son travail, dans tous les milieux sociopolitiques), mais ils ont également contribué à lui fermer les portes de la reconnaissance universitaire française pendant presque tout le XXe siècle. Son anti-institutionnalisme ne lui a pas procuré de disciples, laissant ainsi le champ libre, en France, à l'émergence de l'école française de géographie née dans le sillage de son contemporain plus jeune de quinze ans Paul Vidal de La Blache.
En revanche, il fut membre actif, correspondant ou honoraire de nombreuses sociétés savantes, fondées sur le double principe de la libre adhésion et de la cooptation : Société de géographie de Paris, Società degli Amici dell’Educazione del Popolo de Lugano, Société vaudoise des sciences naturelles à Lausanne, Société de géographie de Genève, Commission de géographie commerciale à Paris, Société de géographie de Pest à Budapest, Société de géographie de Berne, Association française pour l'avancement des sciences à Paris, Société normande de géographie à Rouen, Société bretonne de géographie à Quimper, Société de géographie de Rochefort-sur-Mer, Société languedocienne de géographie à Montpellier, Société pour la protection des indigènes à Paris, Ligue du reboisement de l'Algérie à Alger, Société d'anthropologie de Paris, Société royale écossaise de géographie à Édimbourg, Société de géographie de Rio de Janeiro, Société neuchâteloise de géographie, Società geografica italiana de Rome, Société d'ethnographie de Paris, Société royale belge de géographie à Bruxelles.
Une bonne part des succès éditoriaux que ses œuvres géographiques ont connu de son vivant est redevable à un style souple et puissant, qui en fait l'un des grands écrivains français de la seconde moitié du XIXe siècle.

### L’anarchiste
Élisée Reclus est un militant impliqué directement dans des organisations ouvrières comme l'Association internationale des travailleurs, la Fédération jurassienne, la Ligue de la Paix et de la liberté. Il est également en relation avec nombre des grandes figures du mouvement libertaire de l'époque : Bakounine, Kropotkine, Dumartheray, Jean Grave, James Guillaume, Max Nettlau, etc.
L’écrasement sanglant de la Commune de Paris l'a convaincu de l’antagonisme irréductible entre le capital et le travail, du rôle néfaste de l’État et de l’impossibilité de parvenir au socialisme par des voies pacifiques ou électoralistes, ce qui n’empêche pas des pratiques éducationnistes. De son exil en Suisse à sa mort, il ne cesse de prendre position sur les problèmes théoriques et pratiques qui se posent au mouvement libertaire : déclaration en faveur de l’union libre à l’occasion du mariage libre de ses deux filles (Le Révolté, 11 novembre 1882) ou prise de position catégorique contre le principe des élections : « Voter, c’est abdiquer » (Le Révolté, 11-24 octobre 1885).
Sur certaines questions, il défend des positions originales. Il considère que la révolution ne se produira pas dans un proche avenir (Bulletin de la Fédération jurassienne, 11 février 1878). En opposition à Jean Grave, il se déclare favorable au droit de reprise individuelle : « Le révolutionnaire qui opère la reprise pour la faire servir aux besoins de ses amis peut tranquillement et sans remords se laisser qualifier de voleur » (Correspondance, t. III, 21 mai 1893). Enfin, il se montre hostile aux expériences de colonies anarchistes ou milieux libres : « Il ne faut nous enfermer à aucun prix, il faut rester dans le vaste monde pour en recevoir toutes les impulsions, pour prendre part à toutes les vicissitudes et en recevoir tous les enseignements » (Les Temps Nouveaux, 7-13 juillet 1900). Dans un long passage de L’Évolution, la révolution et l’idéal anarchique (1897), en accord avec Kropotkine, il se livre à un sévère réquisitoire contre Thomas Malthus. Il est également hostile au néo-malthusianisme défendu par Paul Robin.
En 1895, il publie dans Les Temps nouveaux des 18 mai, 26 mai et 1er juin l'un de ses plus célèbres textes, L’Anarchie, issu d’une conférence prononcée à Bruxelles le 18 juin 1894 dans la salle de la loge maçonnique Les Amis philanthropes (rééd. en brochure, Paris, Publications des Temps nouveaux, 1896, 23 p.),.

### Élisée Reclus et la franc-maçonnerie
Le 11 mars 1858, Élisée Reclus est initié en franc-maçonnerie à la loge maçonnique « Les Émules d'Hiram » du Grand Orient de France à Paris,,. Son frère Élie Michel, anarchiste également, directeur de la bibliothèque nationale, déjà initié à la loge « Renaissance » est présent .
Il donne alors ses premiers cours dans les locaux de la loge maçonnique « Les Amis philanthropes ». Élisée se contente de l'initiation. Au bout d'un an, il s’en détache et ne fréquente, à nouveau, les loges que lors de son dernier exil à Bruxelles, pour y donner de nombreuses conférences sur l'anarchie,. Même s'il ne fut jamais un franc-maçon actif, sa présence à Bruxelles en 1894, a une importance déterminante sur la loge des Amis philanthropes.

### Le partisan de l’union libre
« Je crois que votre frère E. s'est trompé lorsqu'il vous répondit que «chez nos camarades, la question de l'union libre a peu d'importance». Au contraire, l'opinion est désormais fixée et l'importance capitale de la liberté complète, absolue de la femme en face du masculin est reconnue chez tous les anarchistes […] Je puis dire qu'à mon avis la révolution est accomplie, le mariage officiel a virtuellement vécu. Il ne reste qu'à déblayer la voie. »
Fervent partisan de l'union libre — « L'union libre sera une de ses obsessions » écrit Jean-Didier Vincent —, Élisée Reclus eut quatre compagnes, avec chacune desquelles le contrat social fut différent. Une constante est cependant marquée : il a toujours refusé le mariage religieux.
- La première, Clarisse Brian (1832-1869), qu’il épouse civilement à Sainte-Foy-la-Grande le 13 décembre 1858, avec qui il a trois filles (Anna, la troisième, vécut deux semaines en janvier 1869), avait des origines Peul (sa mère Marie John dite Yon, qui avait épousé le négociant de Sainte-Foy-la-Grande, Charles Brian, était la fille d'un Anglais et d'une Peul du Sénégal). Clarisse meurt un mois après son troisième accouchement, le 20 février 1869[10]. Ce mariage, qui dura dix années, avait une signification toute particulière pour l’antiesclavagiste de retour de Louisiane.
- Le 26 juin 1870, à Vascœuil, il s’unit avec la seconde, Fanny L'Herminez (1839-1874), née à Londres d'Édouard L'Herminez (1804-1882), un curé du Nord devenu pasteur calviniste (et par ailleurs condamné à Londres en octobre 1856 pour n'avoir pas reconnu une enfant naturelle née d'une domestique), en union libre[10], mariage « sous le soleil » dit-il[57]. Une très grande unité de vues les rassemble pendant leur courte vie commune de quatre ans entrecoupés par près d'un an et demi de séparation, entre septembre 1870 et mars 1872, en raison de la guerre de 1 870 et du siège de Paris (femme et enfants sont mis à l'abri en Gironde), puis de la Commune de Paris et de l'emprisonnement d'Élisée Reclus[58]. En février 1874, Fanny meurt en mettant au monde un garçon, Jacques, qui ne vécut pas.
- C’est avec sa troisième compagne, Ermance Gonini (1826-1918), petite-fille du pasteur calviniste d'origine piémontaise Jean-David dit aussi Jean-Daniel Gonini (1760-1840), elle-même veuve d'un cousin maternel des Reclus, le pasteur Jean-François Trigant-Beaumont (1824-1854), qu’il forme le ménage le plus durable, jusqu'aux environs de 1895. Le 10 octobre 1875, à Zurich, ils s'unissent librement sans aucune formalité civile ou religieuse mais après lecture d'un texte qui fut signé par les deux « époux » et leurs seize témoins[59]. Il a 45 ans, elle en a 49 ; ils n’eurent aucune descendance.
- Avec sa dernière compagne, la grande bourgeoise Florence Tant (de son nom d'épouse Florence De Brouckère, v. 1841-1927), une riche veuve du fait de ses deux mariages successifs dans la famille De Brouckère, importants industriels tisserands (Louis de Brouckère, militant socialiste, est à la fois son neveu et son beau-fils), nulle union libre et encore moins un mariage, mais une fréquentation assidue à partir de 1895 et plus encore de 1900, chacun demeurant en son foyer[60]. C'est avec elle et grâce à son automobile qu'Élisée Reclus parcourt le Jura français à l'été 1902 puis à l'été 1903, et c'est chez elle qu'il meurt en 1905, dans sa résidence campagnarde de Thourout (Torhout).

Le 14 octobre 1882, à l'hôtel Continental à Paris, « sans permettre à la loi religieuse et civile de s'en occuper », « dans des conditions de vérité où les fiancés n'eurent point à faire de cérémonies civile ou religieuse en l'honneur d'une loi qui leur paraît injuste ou d'un culte qu'ils ne pratiquent point », ses deux filles s'unissent librement, avec des amis de son neveu Paul : Magali Reclus (1860-1953) avec l'ingénieur et architecte Paul Régnier (1858-1938), fils de Théodore Régnier (né en 1825), un constructeur d'ouvrages d'art pour les chemins de fer, et Jeannie Reclus (1863-1897) avec l'ingénieur chimiste Léon Cuisinier (1859-1887), petit-neveu par sa mère Julie Duez du chimiste Augustin-Pierre Dubrunfaut, et fils de Joseph Cuisinier (né en 1826), ingénieur chimiste d'une sucrerie picarde qui accompagnera Élisée Reclus aux États-Unis en juin 1891. À l'occasion de l'union de ses filles, Élisée Reclus prononce une allocution rédigée par son frère Élie Reclus, dans laquelle sont détaillées ses principales idées sur le mariage et l’éducation des enfants : « Ce n’est point au nom de l’autorité paternelle que je m’adresse à vous, mes filles, et à vous, jeunes hommes qui me permettez de vous donner le nom de fils. Notre titre de parents ne nous fait en rien vos supérieurs et nous n’avons sur vous d’autres droits que ceux de notre profonde affection ».

### Élisée Reclus et l’espéranto
Élisée Reclus appelle de ses vœux une langue universelle qui ne viendrait pas se substituer aux langues maternelles mais qui serait une langue vraiment commune à l’humanité entière. Cette langue ne peut pas être une langue ancienne : « à de nouveaux penseurs il faut un instrument nouveau. Nulle langue moderne ne convient non plus au rôle de véhicule universel de l’intelligence humaine. » En 1897, il cite l'espéranto en exemple et se réjouit du fait que dix ans seulement après son invention, il réunisse déjà quelque 120 000 adeptes.

### Le naturiste
Élisée Reclus pensait que la nudité était l'un des moyens de développer la socialisation entre individus, il en vantait les bienfaits hygiéniques moralement comme physiologiquement, et il la mettait en perspective dans de vastes vues englobantes sur l'histoire et la géographie des cultures.

### Le végétarien
Très tôt rebuté par la viande, Élisée Reclus pratique un végétarisme strict. Il fut un « légumiste » convaincu comme il aimait à le dire et partageait cette conception avec son frère Élie. Il développe sa pensée sur le sujet dans un texte de 1901 : À propos du végétarisme. Penseur du beau et de l'harmonie, il voit un temps prochain ou l'Homme débarrassera sa table des cadavres d'êtres sensibles. Pour cela, il préconise « ces aliments qui de tout temps furent les plus appréciés par les hommes simples de vie et qui peuvent le mieux se passer des artifices menteurs de la cuisine. Ce sont les œufs, les graines et les fruits, c'est-à-dire les produits de la vie animale et de la vie végétale qui représentent à la fois dans les organismes l'arrêt temporaire de la vitalité et la promesse d'une vie future. Les œufs de l'animal, les graines de la plante, les fruits de l'arbre sont la fin d'un organisme qui n'est plus, le commencement d'un organisme qui n'est pas encore. L'homme les recueille pour sa nourriture sans tuer l'être qui les lui donne, puisqu'ils se sont formés au point de contact entre deux générations ».

## Reconnaissance
- Pour le géographe et géopolitologue, Yves Lacoste dans la revue Hérodote en 2005 : « Élisée Reclus nous a énormément apporté et depuis une vingtaine d’années notamment depuis la redécouverte de son œuvre, l’école géographique française, pour d’autres raisons a progressé. Il fut un homme du XIXe siècle qui, comme bien d’autres hommes de haute culture, avait l’espérance d’un monde meilleur et ses convictions libertaires, et en vérité sa religiosité profonde, le rendaient à la fois plus lucide à moyen terme et plus utopique pour l’avenir. Nous vivons dans un monde qui a perdu ses illusions et où l’on raisonne en termes de dangers quant à l’avenir de la planète. C’est une raison majeure de nous interroger sur notre position à l’égard de l’œuvre d’Élisée Reclus[42]. »
- Pour la naturaliste et historienne Valérie Chansigaud, « le géographe Élisée Reclus, l’un des premiers à étudier la place de l’espèce humaine dans la nature après les révolutions industrielles, pose les bases de ce qui s’appellera plus tard l’écologie[66]. »
- Selon Philippe Garnier dans Philosophie magazine : « Sa pensée mêle anarchisme et méfiance vis-à-vis du progrès, lequel s’accompagne selon lui nécessairement de "régrès". Face aux idéologies saint-simonienne et positiviste qui fleurissent sous le Second Empire, il regrette la "brutalité" avec laquelle l’homme prend possession de la terre et prône la recherche d’un équilibre avec le milieu naturel. Reclus travaille à un moment où l’humanité bascule des campagnes vers les villes, où la planète est en voie de globalisation tout en présentant encore d’immenses différences de paysages et de cultures. Écologiste avant l’heure, il saisit dans une vision embrassant le social, l’économique, le psychologique, l’impact des migrations et des masses sur l’environnement. S’intéressant autant à l’Afrique centrale qu’aux volcans, à Bakounine qu’à l’union libre en passant par le régime végétarien, il a construit, avec ces classiques que sont devenus Histoire d’un ruisseau ou L’Homme et la Terre, l’une des dernières œuvres encyclopédiques[67]. »
- Pierre Kropotkine, ami intime d’Élisée qu’il a rencontré pour la première fois en 1877, le définit ainsi : « Type du vrai puritain dans sa manière de vivre et, au point de vue intellectuel, le type du philosophe encyclopédiste français du dix-huitième siècle[10]. »
- Un fonctionnaire de police l’a jugé ainsi : « M. Reclus est un homme fort instruit, laborieux et d’habitudes régulières, mais très rêveur, bizarre, obstiné dans ses idées et croyant à la réalisation de la fraternité universelle » (rapport du 9 janvier 1874, Archives de la Préfecture de Police)[10].
- La revue Hérodote le considère comme l'un des géographes les plus importants de son temps, au point d'avoir consacré deux numéros entiers à son œuvre en 1981 et 2005[68].

## Œuvres principales

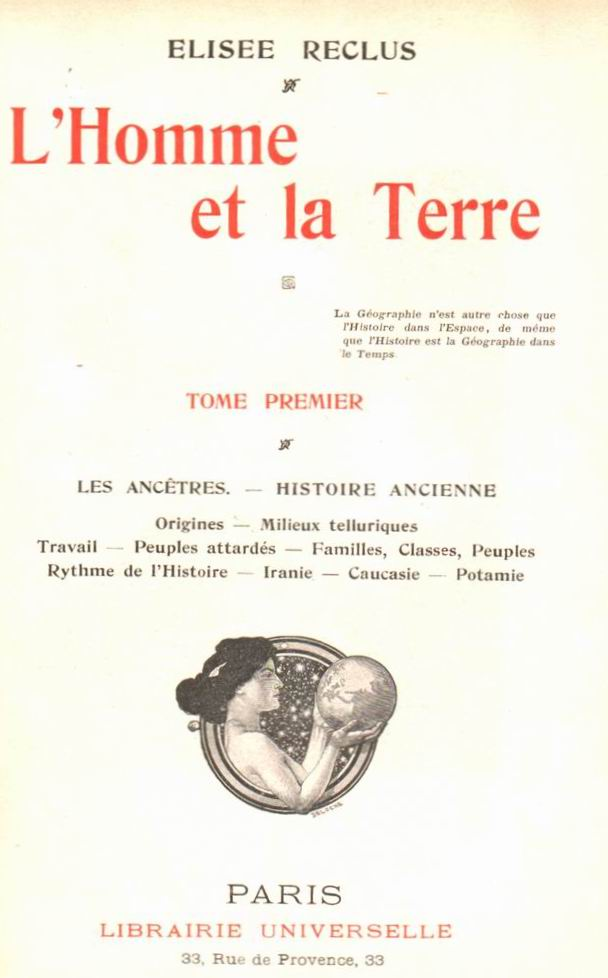
Couverture du tome 1 de L'Homme et la Terre paru en 6 tomes entre 1905 et 1908.

Ne sont cités dans cette section que les ouvrages géographiques et quelques ouvrages et articles politiques. On se référera à l'article détaillé pour une liste plus complète et pour les liens de consultation.

### Ouvrages géographiques
- Guide du voyageur à Londres et aux environs, Paris, Librairie de L. Hachette et Cie, coll. « Guides Joanne », 1860, 530 p. (BNF 31185483, lire en ligne)
- Voyage à la Sierra Nevada de Sainte Marthe : Paysages de la nature tropicale, Paris, Librairie de L. Hachette et Cie, 1861, 305 p. (BNF 31185587)
- Londres illustré : Guide spécial pour l’exposition de 1862, Paris, Librairie de L. Hachette et Cie, coll. « Guides Joanne », 1862, VIII-219 p. (BNF 41205042)
- Les Villes d’hiver de la Méditerranée et les Alpes maritimes : Itinéraire descriptif et historique, Paris, Librairie de L. Hachette et Cie, coll. « Guides Joanne », 1864, 501 p. (BNF 30653706)
- La Terre : Description des phénomènes de la vie du globe, Paris, L. Hachette et Cie Libraires-Éditeurs, 1868-1869, 827+771
  - Vol. I Les continents, 1868, 827 p. (lire en ligne)
  - Vol. II L'océan - L'atmosphère - La vie, 1869, 771 p.
- Histoire d’un ruisseau, Paris, J. Hetzel et Cie, coll. « Bibliothèque d'éducation et de récréation », 1869, 320 p.
- Nice, Cannes, Monaco, Menton, San Remo, Paris, Librairie L. Hachette et Cie, coll. « Guides Joanne - Guides Diamant », 1870, 192 p.
- Les Phénomènes terrestres, Paris, Librairie Hachette et Cie, 1870-1872, 235 + 234Préface d'E. Reclus dans le vol. I : « Ce livre est l'abrégé d'un ouvrage beaucoup plus détaillé et plus orné de cartes et de figures, intitulé la Terre : les seuls changements que j'ai fait sont des rectifications de peu d'importance. […] C'était donc un devoir de préparer cette édition populaire, dans laquelle j'ai reproduit toutes les parties essentielles du grand ouvrage ».
  - Vol. I Les Continents (abrégé du vol. I de La Terre « Les Continents »), 1870 (réimpr. 1874, 1879, 1882, 1884), 235 p. (lire en ligne)
  - Vol. II Les Mers et les Météores (abrégé du vol. II de La Terre « L'océan - L'atmosphère - La vie »), 1872 (réimpr. 1875, 1879, 1882, 1886), 234 p.
- Histoire d'une montagne, Paris, journal hebdomadaire La Science illustrée de Louis Figuier, 1875-1876, 1re éd. en feuilleton de 27 épisodes
  - Histoire d'une montagne, Paris, J. Hetzel et Cie, coll. « Bibliothèque d'éducation et de récréation », 1880, 306 p.
- Nouvelle Géographie universelle : La Terre et les Hommes, vol. 19 + 1, Paris, Librairie Hachette et Cie, 1876-1894, 17 016
  - Vol. I, L'Europe méridionale (Grèce, Turquie, Roumanie, Serbie, Italie, Espagne et Portugal), 1876, 1007 p. (lire en ligne)
  - Vol. II, La France, 1877, 961 p. (lire en ligne)
  - Vol. III, L’Europe centrale (Suisse, Austro-Hongrie, Allemagne), 1878, 983 p.
  - Vol. IV, L’Europe du Nord-Ouest (Belgique, Hollande, îles Britanniques), 1879, 971 p.
  - Vol. V, L’Europe scandinave et russe, 1880, 944 p.
  - Vol. VI, L’Asie russe, 1881, 919 p.
  - Vol. VII, L’Asie orientale, 1882, 885 p.
  - Vol. VIII, L’Inde et l’Indo-Chine, 1883, 983 p.
  - Vol. IX, L’Asie antérieure, 1884, 951 p.
  - Vol. X, L’Afrique septentrionale, première partie (Bassin du Nil : Soudan égyptien, Éthiopie, Nubie, Égypte), 1885, 641 p.
  - Vol. XI, L’Afrique septentrionale, deuxième partie (Tripolitaine, Tunisie, Algérie, Maroc, Sahara), 1885, 919 p.
  - Vol. XII, L’Afrique occidentale (archipels atlantiques, Sénégambie et Soudan occidental), 1887, 751 p.
  - Vol. XIII, L’Afrique méridionale (îles de l’Atlantique austral, Gabonie, Congo, Angola, Cap, Zambèze, Zanzibar, Côte de Somal), 1888, 879 p.
  - Vol. XIV, Océan et terres océaniques (îles de l’océan Indien, Insulinde, Philippines, Micronésie, Nouvelle-Guinée, Mélanésie, Nouvelle-Calédonie, Australie, Polynésie), 1889, 1004 p.
  - Vol. XV, Amérique boréale (Groenland, archipel Polaire, Alaska, Puissance du Canada, Terre-Neuve), 1890, 723 p.
  - Vol. XVI, Les États-Unis, 1892, 847 p.
  - Vol. XVII, Indes occidentales (Mexique, isthmes américains, Antilles), 1891, 879 p.
  - Vol. XVIII, Amérique du Sud, les régions andines (Trinidad, Venezuela, Colombie, Ecuador, Pérou, Bolivie et Chili), 1893, 848 p.
  - Vol. XIX, Amérique du Sud, l’Amazonie et La Plata (Guyanes, Brésil, Paraguay, Uruguay, République argentine), 1894, 824 p.
  - Tableaux statistiques de tous les États comparés : Années 1890 à 1893, 1894, 39 p.
- L'Homme et la Terre avec Paul Reclus, Paris, La Librairie universelle, 1905-1908, 6 vol., 3 648 p. distribuées en 51 chapitres répartis en 4 livres de géohistoire : Livre I, Les Ancêtres, préhistoire et anthropologie (6 chapitres, t. I, 1905) ; Livre II, Histoire ancienne, l'Antiquité (13 chapitres, t. I à III, 1905-1906) ; Livre III, Histoire moderne, de la fin de l'Antiquité à 1900 (20 chapitres, t. III à V, 1906-1907) ; Livre IV, Histoire contemporaine, le monde au début du XXe siècle (12 chapitres, t. V et VI, 1907-1908). Le manuscrit d'Élisée Reclus (1905) est actualisé par son neveu Paul Reclus en cours de publication, en 1906 (t. II et III), 1907 (t. IV et V) et 1908 (t. VI).
  - t. I de 9 chapitres comprenant le Livre I, Les Ancêtres (6 chapitres) et les 3 premiers chapitres du Livre II, Histoire ancienne (Antiquité : « Iranie », « Caucasie », « Potamie »), Paris, La Librairie universelle, 1905, 597 p.
  - t. II de 7 chapitres, suite du Livre II, Histoire ancienne (Antiquité : de la Phénicie à Rome en passant par l'Afrique), Paris, La Librairie universelle, 1906 (daté 1905), 582 p.
  - t. III de 9 chapitres comprenant les 3 derniers chapitres du Livre II, Histoire ancienne (Chine, Inde, océan Indien, océan Pacifique), puis les 6 premiers chapitres du Livre III, Histoire moderne (de la fin de l'Antiquité au XIe siècle, avec le monde arabo-musulman), Paris, La Librairie universelle, 1906 (daté 1905), 652 p.
  - t. IV comprenant 9 chapitres du Livre III, Histoire moderne (XIIe – XVIIIe siècles, dont les mondes asiatiques et américains), Paris, La Librairie universelle, 1907 (daté 1905), 663 p.
  - t. V de 9 chapitres comprenant les 5 derniers chapitres du Livre III, Histoire moderne (1780-1900), puis les 4 premiers chapitres du Livre IV, Histoire contemporaine, le monde au début du XXe siècle, Paris, La Librairie universelle, 1907 (daté 1905), 575 p.
  - t. VI comprenant les 8 derniers chapitres du Livre IV, Histoire contemporaine, Paris, La Librairie universelle, 1908, 579 p.
- L'Homme et la Terre (seconde édition, abrégée et mise à jour par G. Goujon, A. Perpillou et Paul Reclus), Paris, Éditions Albin Michel, 1930-1931, 2e éd. (1re éd. 1905-1908), 3 volumes (t. 1, 670 p. ; t. 2, 692 p. ; t. 3, 687 p.)Version abrégée, et actualisée en raison des bouleversements de la période 1909-1929.
- Les Volcans de la Terre, Bruxelles, Société belge d'astronomie, de météorologie et de physique du globe
  - Élisée Reclus, Vol. 1 Asie antérieure (Iranie, Arménie, Syrie, Asie mineure, Caucase), 1906, 167 p.
  - Élisée Reclus, Paul Reclus et Pierre Schœnærs, Vol. 2 Méditerranée et Europe centrale (Égéide, Italie et Sicile)), 1910, 340 p.

### Ouvrages et articles politiques
- La Peine de mort, conférence donnée à une réunion de l’Association ouvrière de Lausanne, brochure à l’impr. du Révolté (Genève), 1879, réimpr. Impr. jurassienne (Genève) 1879, 10 p. ; rééd. Les Temps nouveaux, 2 mars 1907, p. 5-6 ; rééd. 1923 Genève, 1879, texte intégral sur Gallica dans la rééd. de 1923, texte intégral.
- « Évolution et Révolution » (conférence faite par Élisée Reclus à Genève le 5 février 1880), Le Révolté, Genève, no 27,‎ 21 février 1880, p. 1-3 (lire en ligne, consulté le 23 juillet 2019)
  - L’Évolution, la Révolution et l’Idéal anarchique, Paris, P.-V. Stock éditeur, coll. « Bibliothèque sociologique » (no 19), 1898 (texte de 1891 très augmenté), 296 p.
- À mon frère le paysan, Genève, impr. des Eaux vives, 1893, 16 p. (lire en ligne sur Gallica), puis dans La Brochure (Bruxelles), no 7, 1894, 8 p. ; rééd. Paris, Bureau des Temps nouveaux, 1899 ; rééd. Conflans-Sainte-Honorine, éd. L'Idée libre, 1925, 16 p., texte intégral sur Gallica, texte intégral, texte intégral (version originelle sous le titre Quelques mots sur la propriété, dans Almanach du peuple pour l’année 1873 (Locle, Suisse, 1872), p. 322-329).
- Du sentiment de la nature dans les sociétés modernes, préface d'Annie Le Brun, Paris, Bartillat, 2019.
- La source et autres histoires d'un ruisseau. Fragments écologiques et poétiques choisis, Paris, Gallimard, coll. « Folio sagesses », 2021.

## Hommages

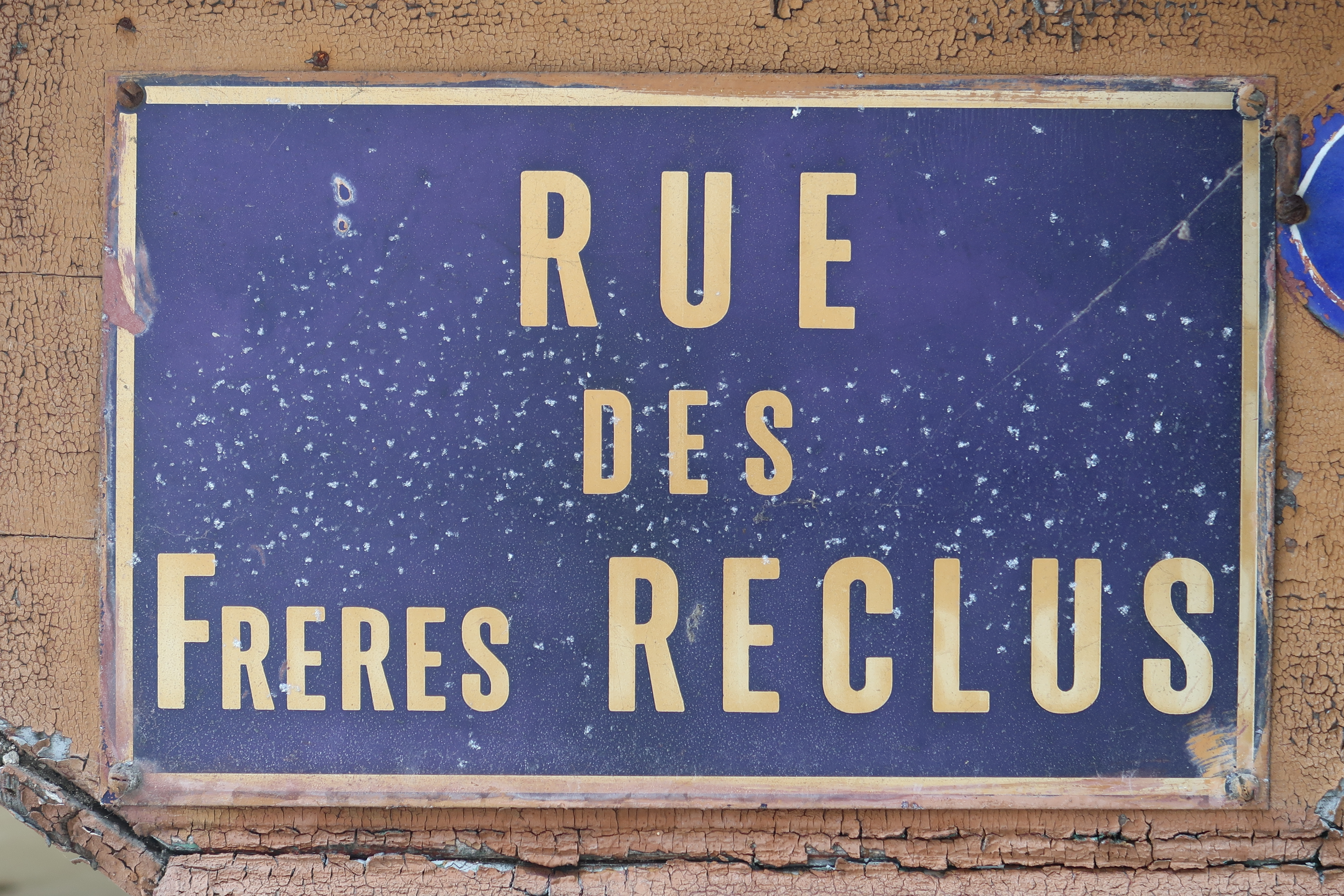
Rue des Frères-Reclus à Sainte-Foy-la-Grande.

- Nombre de voies publiques portent le nom d'Élisée Reclus : une avenue à Paris, une rue à Bordeaux, à Grenoble, à Saint-Étienne, à Talence, à Nanterre, au Kremlin-Bicêtre, à Villeneuve-d'Ascq, à Roanne, à Clermont-Ferrand, etc.
- Lycée Élisée-Reclus à Sainte-Foy-la-Grande, sa ville natale. La commune compte aussi une rue des Frères-Reclus.
- Un réseau de laboratoires de géographie porte le nom de RECLUS, formé par l'acronyme de Réseau d'étude des changements dans les localisations et les unités spatiales.
- Le groupe de punk rock Justin(e) lui rend hommage dans la chanson Élisez Reclus ! de l'album 06 72 43 58 15, au texte résolument anarchiste[69].
- L'institut d'écologie sociale et de communalisme a été fondé en 2020 à Sainte-Foy-la-Grande, en hommage à Élisée Reclus[70]